# Иньиго Лопес де Мендоса-и-Пиментель, 4-й герцог Инфантадо
Иньиго Лопес де Мендоса-и-Пиментель, 4-й герцог Инфантадо (исп. Íñigo López de Mendoza, IV duque del Infantado; 9 декабря 1493 — 17 сентября 1566) — испанский дворянин . Он стал кавалером Ордена Золотого Руна в 1546 году, став 193-м, получившим это отличие. Герцог Инфантадо — титул, впервые предоставленный в 1475 году и унаследованный после смерти его отца в 1531 году. Он также носил титулы 5-го графа де Сальданья, 4-го маркиза де Аргуэсо, 4-го маркиза де Кампоо, 5-го маркиза де Сантильяна, 5-го графа де Реал-де-Мансанарес, сеньора де Мендоса, сеньора де Ита и сеньора де Буитраго.

## Семья
Он был старшим сыном Диего Уртадо де Мендоса-и-де-Луна, 3-го герцога Инфантадо (1461—1531), и Марии Пиментель, дочери 4-го графа и 1-го герцога Бенавенте, Родриго Алонсо Пиментеля, и Марии Пачеко Портакарерро, поэтому также известной как Мария Пиментель-и-Пачеко. Его отец, 3-й герцог де Инфантадо, был, как и он сам, кавалером Ордена Золотого Руна, посвященным в рыцари в 1519 году под номером 156 этого ордена.
У него был брат Родриго де Мендоса, 1-й маркиз Монтескларос (или Монтес-Кларос), и сестра Ана де Мендоса, вышедшая замуж за Луиса де ла Серда, 1-го маркиза де Когольюдо. Хуан Мигель Солер Сальседо в Nobleza Española. Grandeza Inmemorial 1520 перечисляет все это. Он также говорит, что у него был старший брат Диего Уртадо де Мендоса-и-Пиментель, который умер не позднее 1531 года, и перечисляет множество младших братьев и сестер: Мартин Уртадо де Мендоса-и-Пиментель, второй Родриго (Родриго Уртадо де Мендоса-и-Пиментель), Франсиско Уртадо де Мендоса-и-Пиментель, Брианда Уртадо-де-Мендоса-и-Пиментель, Франциска Уртадо-де-Мендоса-и-Пиментель, Марина Уртадо-де-Мендоса-и-Пиментель и еще одна Брианда.

## Карьера
У него было лишь ограниченное влияние при королевском дворе из-за его первоначальной симпатии к восстанию коммунерос, за которое он был заключен в тюрьму своим отцом. При его дворе в Гвадалахаре циркулировали лютеранские и эразмистские идеи, мало чем отличавшиеся от ереси в то время.
Он был культурным человеком, который значительно расширил библиотеку, начатую его предком Иньиго Лопесом де Мендосой, 1-м маркизом Сантильяна.
В 1560 году герцог принимал вдовца короля Испании Филиппа II , который ехал за одной из своих жен, 17-летней французской принцессой Елизаветой Валуа (1543—1568), сначала обещанной одному из сыновей Филиппа, Карлосу, принцу Астурийскому. Свадьба состоялась в его резиденции, и семья Мендоса несколько недель принимала гостей.

## Брак и потомки

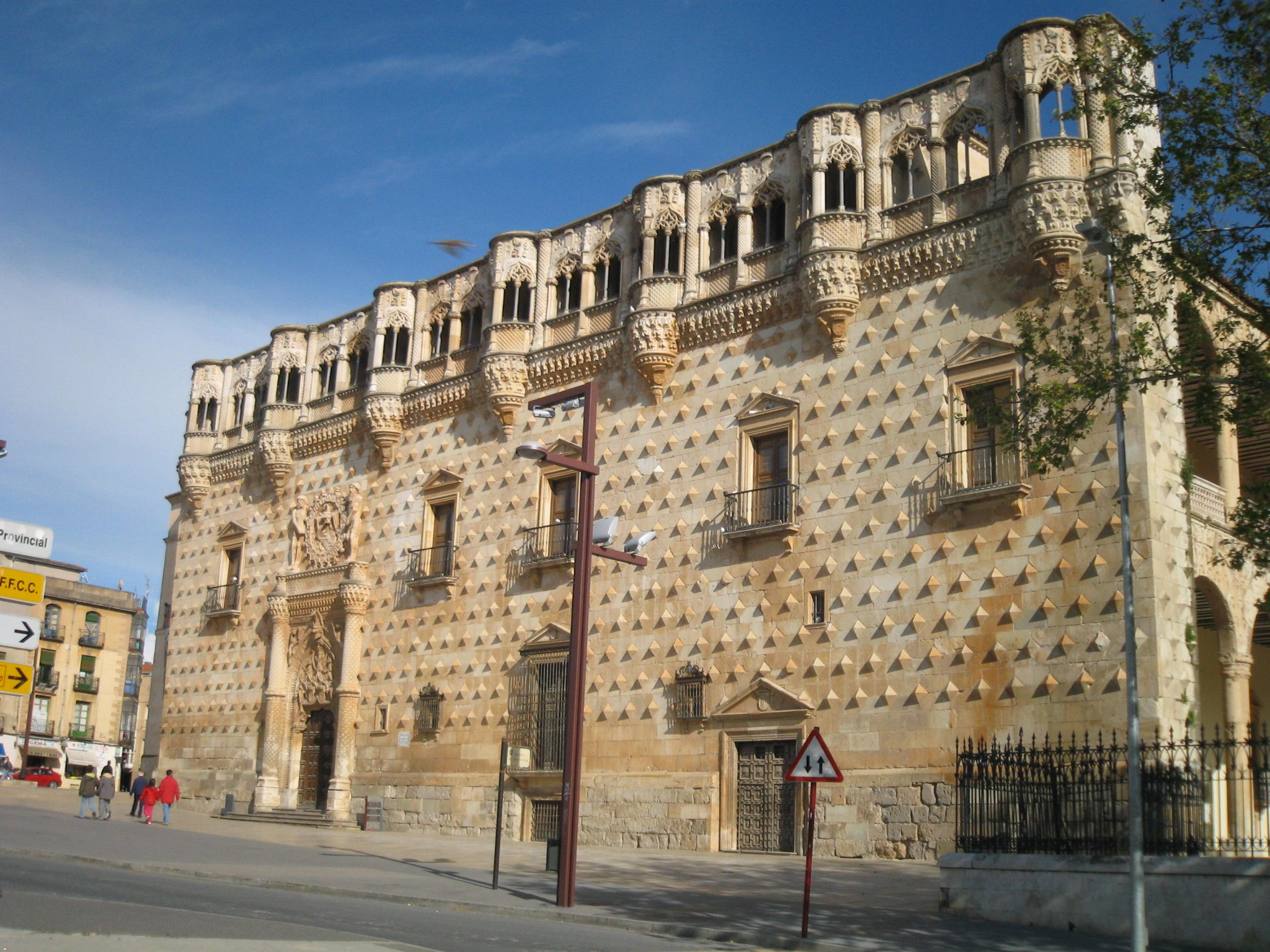
Дворец герцогов дель Инфантадо в Гвадалахаре.

10 октября 1513 года будущий 4-й герцог женился на Изабель де Арагон-и-Португалия (род. 1491). Её отцом был Энрике де Арагон-и-Пиментель , 1-й герцог Сегорбе (1445—1522), также известный как «Инфанте Фортуна». Её матерью была португалка Гиомар де Португалия-и-Норонья (ок. 1455/1468 — 1516) .
У них было 13 выживших детей, десять сыновей и три дочери . Старший, Диего Уртадо де Мендоса, 4-й граф Сальданья, также известный как Диего Уртадо де Мендоса-и-Арагон, названный в честь своего деда, умер в 1566 году, раньше, чем сам Иньиго Лопес де Мендоса. Его брак с Марией де Мендоса, 3-й маркизой Сенете, объединил маркизат Сенете с герцогством Инфантадо.
Таким образом, 5-й герцог Инфантадо был внуком 4-го герцога, а именно Иньиго Лопес де Мендоса-и-де-Мендоса или Иньиго Лопес де Мендоса, 5-й герцог Инфантадо (15 марта 1536 — 20 августа 1601) , который в 1552 году женился на Луизе Энрикес де Кабрера (? — 1603).
У 5-го герцога дель Инфантадо был только один ребенок мужского пола по имени Диего Уртадо де Мендоса-и-Энрикес де Кабрера, который был графом Сальданья, но он, должно быть, умер до 1601 года или, возможно, столкнулся с политическими проблемами, потому что одна из его четырех сестер унаследовала герцогский титул. Шестой герцогиней Инфантадо была Ана де Мендоса (1554 — 11 августа 1633). Седьмым герцогом был Гомес де Сандовал-и-Мендоса, внук шестой герцогини. Мать 7-го герцога Луиза была дочерью от первого брака 6-й герцогини с другим Мендосой — Родриго де Мендоса — из этой сложной семьи.
Для семьи Мендоса, известной с последней трети 14-го века, не было ничего необычного в том, чтобы сохранить фамилию Мендоса, даже с родными братьями и сестрами, и даже там, где по самым распространенным образцам того времени эта фамилия была бы опущена, в таком так, что некто по имени Уртадо де Мендоса (как в данном случае) называет своего сына Лопесом де Мендоса, в то время как брат был всего лишь Мендосой, а дочери предпочитали называться Мендосой; к Мендосе добавляли любое другое имя, используя имена матерей — например, Пиментель — или даже бабушек. (Это отличалось от современных испанских обычаев именования, когда человек берет две фамилии, первую от своего отца, а вторую от своей матери.) Это очень затрудняет отслеживание происхождения семьи Мендоса.
Пример ношения имени по материнской линии можно найти, когда имя 3-го герцога дель Инфантадо дается в формах, включая де Луна или де ла Луна. Его матерью (бабушкой 4-го герцога по отцовской линии) была Мария де Луна, дочь Альваро де Луна, констебля Королевства Кастилия, обезглавленного в 1453 году.